# Сфера (арена)
Сферата (на англ.: Sphere) е музикална и развлекателна арена в Парадайс, Невада, САЩ, източно от Лас Вегас Стрип. Проектиран от компанията Populous, сферичният проект е обявен от Madison Square Garden Company през 2018 г., известен тогава като MSG Sphere. Салонът с 18 600 седящи места предоставя „поглъщащи“ видео и аудио възможности, които включват обгръщащ вътрешен LED екран с 16K разделителна способност, високоговорители с технологии за формиране на лъч и синтез на вълново поле и 4D физически ефекти. Екстериорът на мястото също включва 54 000 м2 LED дисплеи. Сферата е с размери 112 м височина и 157 м ширина.
Строителството е в ход през 2019 г., като откриването първоначално е планирано за 2021 г. Строителството е спряно за няколко месеца през 2020 г. поради прекъсвания на доставките, причинени от пандемията от COVID-19. Сферата отваря врати на 29 септември 2023 г. с ирландската рок група U2, която стартира общо 36 концерта, наречени U2:UV Achtung Baby Live at Sphere. Документалният филм Postcard from Earth на режисьора Дарън Аронофски стартира на 6 октомври 2023 г.